# Рожнов, Никита Венедиктович
Никита Венедиктович Рожнов (1824—1902) — русский  учёный в области ветеринарии, эпизоотологии и физиологии, тайный советник, магистр ветеринарных наук (1849), ординарный (1872) и  заслуженный (1880) профессор ИМХА. 

## Биография
Родился 2 апреля 1824 года в Витебске.
В 1848 году окончил ветеринарное отделение Императорскую медико-хирургическую академию с золотой медалью и получил звание ветеринарный врач. С 1848 по 1849 год для усовершенствования своих знаний был оставлен при ИМХА и защитил диссертацию по теме: «О чуме собак» с присвоением учёной степени магистр ветеринарных наук.
С 1849 по 1855 год был определён на военную службу на должность военного врача в Санкт-Петербургский 1-й уланский полк, в составе этого полка он был участником военного похода в Австро-Венгрию. Помимо дел службы занимался и научной деятельностью в период службы им были написаны такие работы как: «О причине появления сибирской язвы, развившейся зимой на подъёмных лошадях полка» и «Болезни, коим подвергались строевые лошади во время венгерского похода и при каких влияниях». 
С 1855 года по протекции президента ИМХА доктора медицины Вацлава Пеликана после прохождения экзамена Н. В. Рожнов был утверждён в звании адъюнкт-профессора кафедры зоофизиологии, общей патологии, скотоводства и зоогигиены ветеринарного отделения ИМХА, одновременно с этим в 1857 году был назначен заведующим ветеринарной клиникой. В 1864 году Н. В. Рожнов был удостоен учёного звания экстраординарного профессора,  в 1872 году —  ординарным профессором, в 1880 году ему было присвоено звание — заслуженный профессор ИМХО.. 
Одновременно с педагогической деятельностью с 1864 по 1883 год Н. В. Рожнов являлся старшим ветеринарным инспектором и заведующим ветеринарной частью Медицинского управления Министерства государственных имуществ Российской империи, а так же постоянным членом и учёным секретарём Ветеринарного комитета МВД. В 1873 году Н. В. Рожнов получил чин действительного статского советника, в 1883 году чин тайного советника.

### Вклад в развитие ветеринарии
Основные научные работы Н. В. Рожнова посвящены борьбе с сибирской язвой и чумой животных. Его труды публиковались в «Военно-медицинском журнале», «Журнал коннозаводства» и «Журнал сельского хозяйства и лесоводства».
Скончался 29 января 1902 года в Санкт-Петербурге.